# Баранов Леонід Михайлович
Леонід Михайлович Баранов (30 грудня 1943, Москва — 7 липня 2022, там само) — російський, радянський скульптор, майстер монументальної скульптури, котрий працює в жанрі історичного портрета, автор станкових композицій і портретів; дослідник нової виразності, що будується на перетині елітарних і популярних програм сприйняття. Член Спілки художників СРСР (1969), член-кореспондент (2007) і нині дійсний член Російської академії мистецтв (2012). Заслужений художник Російської Федерації (з 2014 року).

## Коротка хронологія

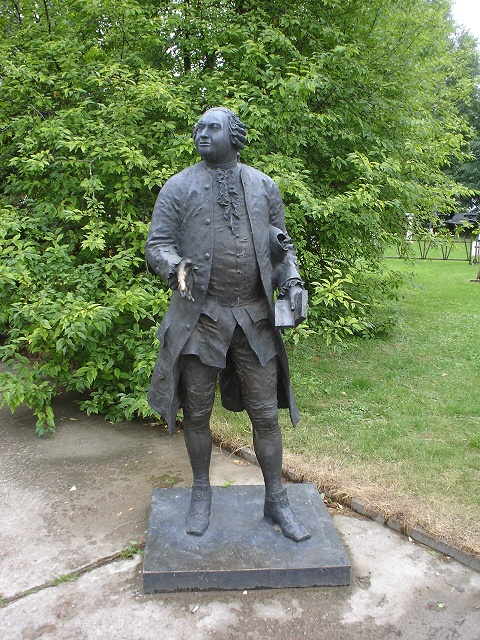
Михайло Ломоносов. Скульптор Леонід Баранов. 1980 рік

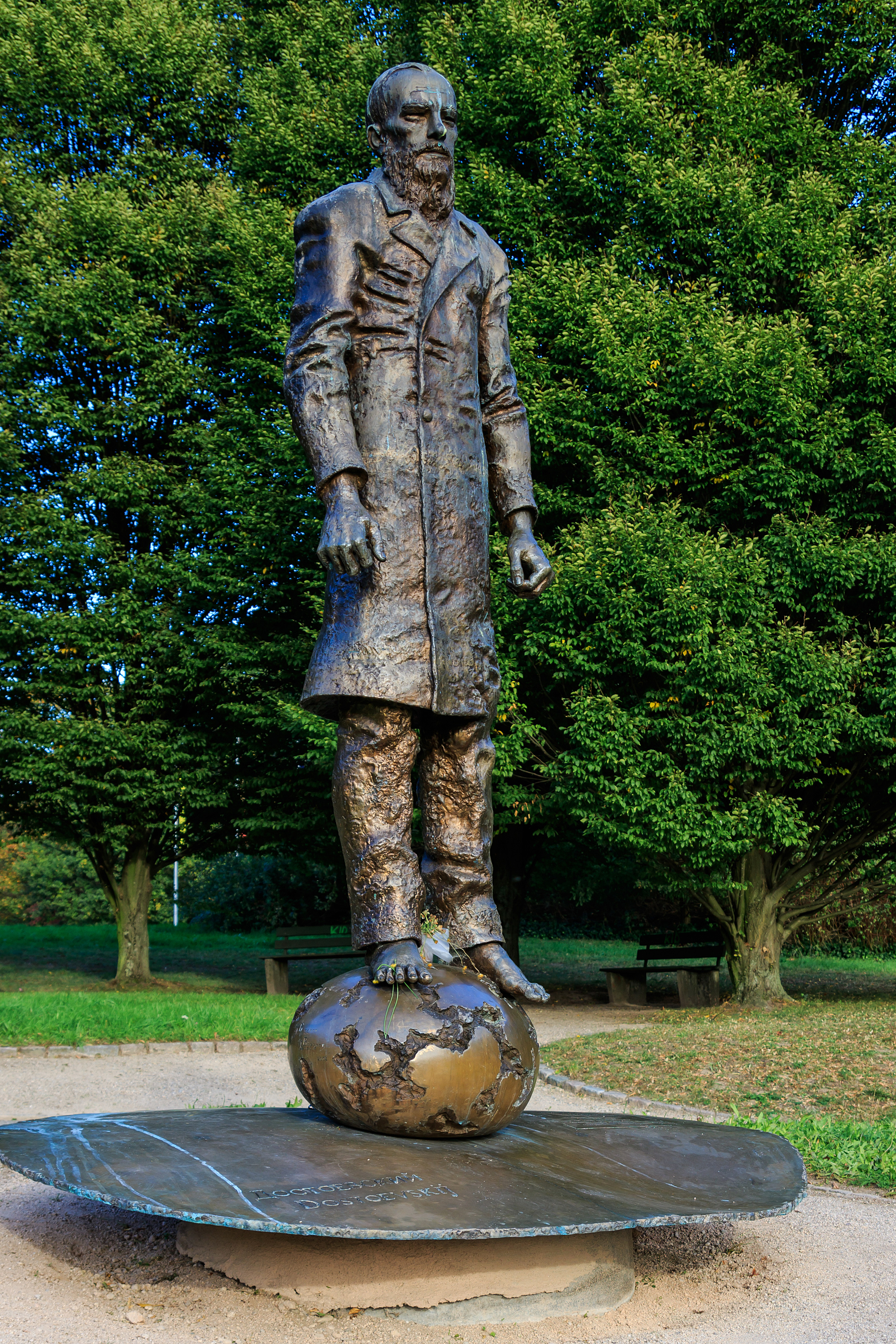
Пам'ятник Достоєвському в Баден-Бадені. 2004 рік

1962-1968 — Леонід Баранов навчався в Московському державному академічному художньому інституті імені В. І. Сурикова (майстерня М. В. Томського, керівники — М. Ф. Бабурін і Д. Д. Жилінський). З 1969 року — член Спілки художників СРСР.
1980 — статуя М. В. Ломоносова (матеріал — бронза, висота — 2 м) роботи Баранова була встановлена в Архангельському драматичному театрі ім. М. В. Ломоносова, другий відлив цієї скульптури був встановлений в 1991 році в парку скульптур «Музеон» у Москві.
1982 — скульптура Баранова «Політ» (у співавторстві з І. Савранською) побувала в космосі на борту космічного корабля (за ініціативою ЮНЕСКО, передана Міністерством Закордонних Справ в дар ЮНЕСКО).
1986 — створив пам'ятник дійсному члену Академії наук СРСР фізику М. Г. Басову.
1997 — в Роттердамі встановлений пам'ятник Петру I (матеріал — бронза, висота — 2,7 м), створений Барановим і переданий в дар від Росії Нідерландам в честь 300-річчя Великого Посольства (проект здійснено за спонсорської підтримки СБС АГРО).
2001 — на замовлення Міністерства культури РФ створив абстрактну скульптурну композицію у вигляді пам'ятного знака на будинку художника В. В. Кандинського на Зубовській площі в Москві (встановлена в 2004 році).
2004 — в Баден-Бадені встановлений пам'ятник Ф. М. Достоєвському авторства Л. Баранова, подарований місту московським банком «Зеніт».
2004 — на території Фізичного інституту імені П. М. Лебедєва РАН у Москві встановлений бюст академіка М. Г. Басова.
2007 — обраний членом-кореспондентом Російської Академії мистецтв.
2007 — створив пам'ятник московським архітекторам XVIII століття Василю Баженову і Матвію Казакову для музею-заповідника «Царицино».
2008 — створив бюст російського полководця О. В. Суворова для Єкатерининського парку в Москві, за який був нагороджений золотою медаллю Російської Академії мистецтв.
2008 — створив для Головного військового клінічного госпіталю ім. М. Н. Бурденка скульптурну групу «Петро I і лікар Ніколас Бідло» на честь заснування першого госпіталю в Москві. Пам'ятник створено та встановлено завдяки спонсорській підтримці московського банку «Зеніт».
Помер 8 липня 2022 року.

## Виставки
Персональні

- Москва, 1988.
- Москва, 1989.
- Москва, 1996.
- Москва, 1999.
- Стара Русса, 2007.
- Вологда, 2008.
- Москва, 2009.
- Новгород Великий, 2011.
- Петушки Владимирської області, 2011.
- Владимир, 2012.

Групові

- Всесоюзна виставка «Скульптура і квіти». 1976.
- Групова виставка московських художників. 1976.
- Виставка творів московських художників. Москва, 1981.
- Аністратов та інші. Москва, 1976.
- Баранов та інші. Троїцьк, Дубна, 1980.
- Баранов та інші. Любляна, 1990 .
- Групові виставки: в Угорщині (1987), США (1990, 1994) та Італії (1991).

## Сім'я
- Дружина — Світлана Георгіївна Джафарова (нар. 1955), радянський і російський мистецтвознавець, історик мистецтва.
  - Діти — Петро, Наталія.